# Sophronica infrarufa
Sophronica infrarufa là một loài bọ cánh cứng trong họ Cerambycidae.